# Petra Loibl
Petra Loibl (* 20. März 1965 in Plattling als Petra Rennberger) ist eine deutsche Politikerin der CSU. Seit 2018 gehört sie dem Bayerischen Landtag an. Seit 2023 ist sie zudem Beauftragte der Bayerischen Staatsregierung für Aussiedler und Vertriebene.

## Leben
Bei der Landtagswahl am 14. Oktober 2018 wurde sie als Direktkandidatin im Stimmkreis Dingolfing in den Bayerischen Landtag gewählt. Loibl erreichte 39,4 Prozent der Erststimmen. Dort ist Loibl Mitglied des Ausschusses für Eingaben und Beschwerden und Mitglied des Ausschusses für Umwelt und Verbraucherschutz. Bei der Landtagswahl 2023 zog sie erneut in den Landtag ein.
Am 8. November 2023 wurde sie als Nachfolgerin von Sylvia Stierstorfer zur Beauftragten der Bayerischen Staatsregierung für Aussiedler und Vertriebene ernannt.
Bis zur Wahl in den Bayerischen Landtag war die promovierte Tierärztin Leiterin der Abteilung Veterinärwesen im Landratsamt Dingolfing-Landau. Sie betrieb einen landwirtschaftlichen Bio-Familienbetrieb mit 60 Rindern in Mutterkuhhaltung (Deutsches Gelbvieh und Pustertaler Sprinzen) in Eichendorf.

## Privates
Loibl ist verheiratet und Mutter zweier Kinder. Sie ist römisch-katholischer Konfession.